# Anguloclavus multicostatus
Anguloclavus multicostatus é uma espécie de gastrópode do gênero Anguloclavus, pertencente a família Horaiclavidae.